# Canais de Volkmann
Canais de Volkmann são canais microscópicos encontrados no osso compacto, são perpendiculares aos Canais de Havers, e são um dos componentes do sistema Haversiano. Os canais de Volkmann também podem transportar pequenas artérias em todo o osso. Os canais de Volkmann não apresentam lamelas concêntricas.
São responsáveis pela superpopulação existente no mundo dos linfoides, além também de uma grande variedade de hemoglobina presente no sistema hematopoietico e similares.
São Canais transversais que permitem a comunicação dos canais de Havers com a cavidade medular e com as superfícies externa e interna do osso.